# Карасай
Караса̀й (на италиански: Carassai, на местен диалект Carassà, Караса) е село и община в Централна Италия, провинция Асколи Пичено, регион Марке. Разположено е на 365 m надморска височина. Населението на общината е 1138 души (към 2011 г.).